# Xabier Prieto Argarate
Xabier Prieto Argarate, més conegut com a Xabi Prieto (Sant Sebastià, 29 d'agost de 1983) és un exfutbolista professional basc, que ocupava la posició de migcampista. Va ser internacional amb les categories inferiors de la selecció espanyola.

## Trajectòria
Format al planter de la Reial Societat, debutaria a la primera divisió amb els donostiarres el 8 d'octubre de 2003, davant el CA Osasuna. Aquell any jugaria 11 partits i marcaria dos gols. Dues temporades més tard es produeix la seva consolidació a la Reial Societat. Disputa els 38 partits de la campanya 05/06 tot marcant nou gols.
Després del descens de categoria de la Reial Societat el 2007 ha continuat sent una peça fixa a les alineacions dels bascos.